# Valdinievole

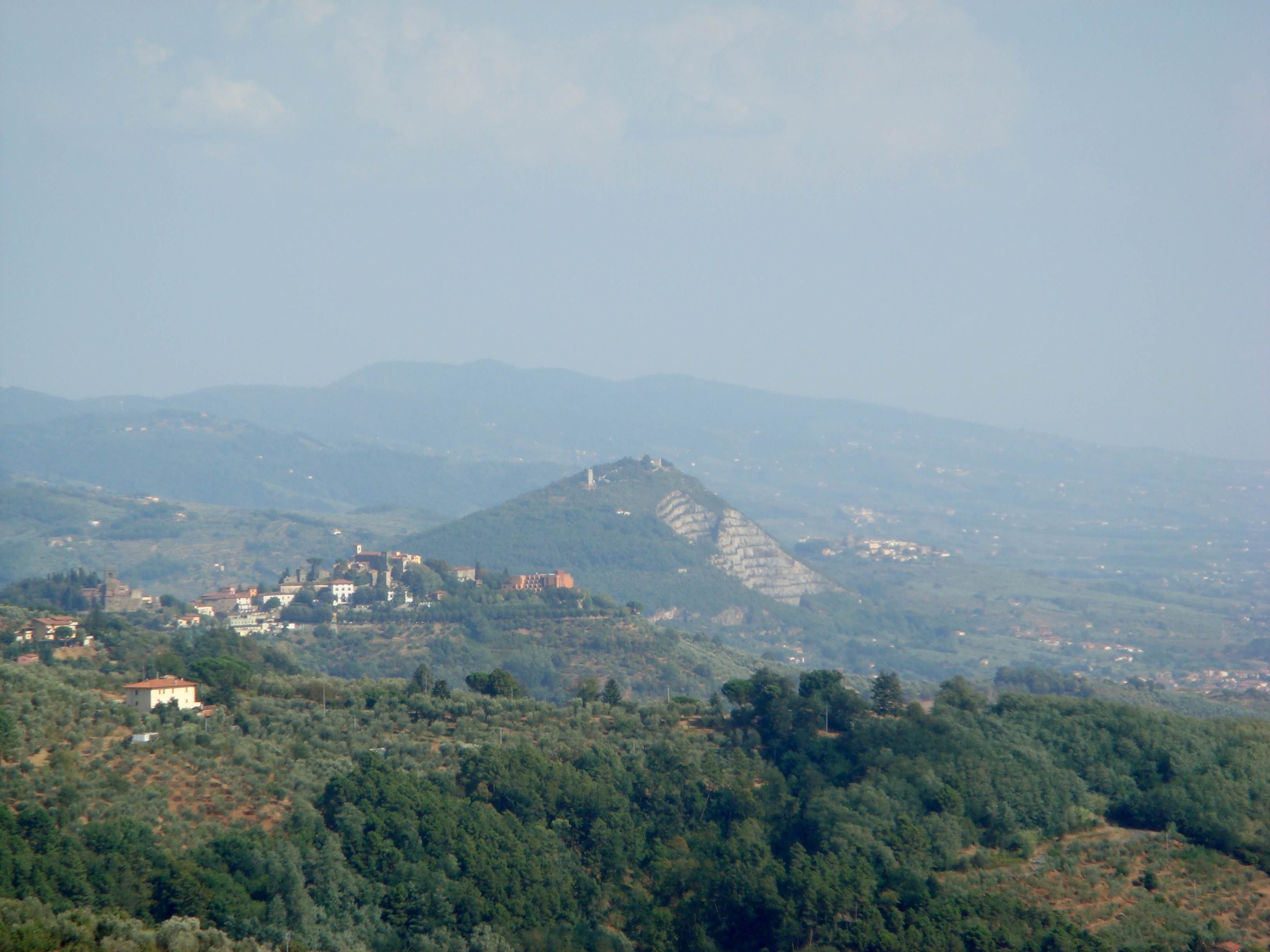
Gemeinden des östlichen Val di Nievole

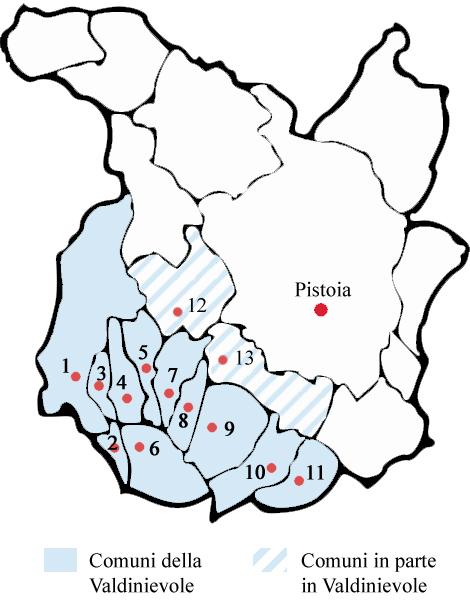
Ortschaften des Val di Nievole

Mit dem Namen Valdinievole DOC werden italienische Rot- und Weißweine sowie Vin Santo aus der Provinz Pistoia, Toskana bezeichnet. Die Weine besitzen seit dem Jahr 1976 eine „kontrollierte Herkunftsbezeichnung“ (Denominazione di origine controllata – DOC), die zuletzt am 7. März 2014 aktualisiert wurde. Der Name Valdinievole oder Val di Nievole (deutsch: Tal der Nievole) rührt von dem Fluss Nievole, in dessen Einzugsgebiet die Rebflächen liegen.

## Anbau
Anbau und Vinifikation dieser Weine sind nur gestattet in folgenden Gemeinden der Provinz Pistoia: Buggiano, Chiesina Uzzanese, Lamporecchio, Larciano, Marliana, Massa e Cozzile, Monsummano Terme, Montecatini Terme, Pescia, Pieve a Nievole, Ponte Buggianese und Uzzano.

## Erzeugung
Für die wichtigsten Typen schreibt die Denomination folgende Rebsorten vor:
- Valdinievole Bianco oder Valdinievole Bianco „Superiore“: Muss mindestens 70 % Trebbiano Toscano enthalten. Höchstens 30 % andere weiße Rebsorten, die für den Anbau in der Region Toskana zugelassen sind, dürfen – einzeln oder gemeinsam – zugesetzt werden.
- Valdinievole Rosso und Valdinievole Rosso „Superiore“: Mindestens 35 % Sangiovese und mind. 20 % Canaiolo nero müssen enthalten sein. Zusammen müssen sie mindestens 70 % ausmachen. Außerdem dürfen höchstens 30 % rote Rebsorten, die für den Anbau in der Region Toskana zugelassen sind, in der Mischung enthalten sein.
- Valdinievole Sangiovese: Muss mindestens 85 % Sangiovese enthalten. Höchstens 15 % andere Rebsorten, die für den Anbau in der Region Toskana zugelassen sind, dürfen zugesetzt werden.
- Valdinievole Vin Santo (auch als „Riserva“): Muss mindestens 70 % Trebbiano Toscano und/oder Malvasia bianca (Malvasia Bianca di Candia, Malvasia Bianca Lunga, Malvasia Istriana) – einzeln oder gemeinsam – enthalten. Höchstens 30 % andere weiße Rebsorten, die für den Anbau in der Region Toskana zugelassen sind, dürfen zugesetzt werden.